# Крестовоздвиженский сельсовет
Крестовоздви́женский сельсове́т — сельское поселение в Константиновском районе Амурской области.
Административный центр — село Крестовоздвиженка.

## История
30 сентября 2005 года в соответствии с Законом Амурской области № 72-ОЗ муниципальное образование наделено статусом сельского поселения.

## Население
| 2002 | 2010  | 2011  | 2012 | 2013 | 2014 | 2015 |
| ---- | ----- | ----- | ---- | ---- | ---- | ---- |
| 1086 | ↘1008 | ↘1007 | ↘992 | ↘970 | →970 | ↘968 |
| 2016 | 2017  | 2018  | 2019 | 2020 | 2021 |      |
| →968 | ↗979  | ↗987  | ↘967 | ↘957 | ↘885 |      |

## Состав сельского поселения
| № | Населённый пункт  | Тип населённого пункта       | Население |
| - | ----------------- | ---------------------------- | --------- |
| 1 | Крестовоздвиженка | село, административный центр | ↘885      |